# The Elder Scrolls: Arena
The Elder Scrolls: Arena é um RPG eletrônico de ação desenvolvido para o sistema MS-DOS pela Bethesda Softworks e lançado em 1994. É o primeiro jogo eletrônico da série The Elder Scrolls. Em 2004, uma versão para download foi disponibilizado gratuitamente como parte do 10º aniversário da série, mas os novos sistemas poderão exigir um emulador, como o DOSBox, para executá-lo.